# Bidessus sharpi
Bidessus sharpi är en skalbaggsart som beskrevs av Régimbart 1895. Bidessus sharpi ingår i släktet Bidessus och familjen dykare. Inga underarter finns listade i Catalogue of Life.